# Солнечный (Алтайский край)
Солнечный — посёлок в Алейском районе Алтайского края России. Входит в состав Заветильичёвского сельсовета.

## География
Посёлок находится в центральной части Алтайского края, на левом берегу реки Горевки, северо-западнее города Алейска, административного центра района. Абсолютная высота — 179 метров над уровнем моря.
Климат резко континентальный. Средняя температура января −17,6ºС, июля — + 20ºС. Годовое количество осадков — 440 мм..

## Население
| 1997 | 1998 | 1999 | 2000 | 2001 | 2002 | 2003 | 2004 | 2005 |
| ---- | ---- | ---- | ---- | ---- | ---- | ---- | ---- | ---- |
| 726  | ↗735 | ↘718 | ↗740 | ↗792 | ↘783 | ↗784 | ↗817 | ↗829 |
| 2006 | 2007 | 2008 | 2009 | 2010 | 2011 | 2012 | 2013 |      |
| ↗834 | ↗852 | ↗860 | ↗880 | ↘839 | ↘831 | →831 | ↗839 |      |

Согласно результатам переписи 2002 года, в национальной структуре населения русские составляли 82 %.

## Инфраструктура
В Солнечном функционируют средняя общеобразовательная школа, сельский клуб, библиотека, фельдшерско-акушерский пункт и 2 магазина.

## Улицы
Уличная сеть посёлка состоит из 17 улиц и 1 переулка.